# Bossa Worship
Bossa Worship é um álbum de estúdio do cantor brasileiro André Valadão, lançado em janeiro de 2017. Neste disco, o cantor regravou canções internacionais, interpretadas em inglês e português e com influências da bossa nova. Ao contrário da maioria dos discos do artista lançados desde 2013, a distribuição foi independente.

## Faixas
1. "How He Loves"
2. "Rooftops"
3. "Here I Am to Worship"
4. "Touch the Sky"
5. "Healer"
6. "How Great Is Our God"
7. "Mighty to Save"
8. "Forever Yours"
9. "Shout to the Lord"
10. "The River"
11. "I Could Sing of Your Love Forever"